# Franz Rosenthal
Pour les articles homonymes, voir Rosenthal.
Franz Rosenthal (31 août 1914, Berlin - 8 avril 2003, New Haven) est un orientaliste américain d'origine allemande, professeur titulaire de la chaire Louis M. Rabinowitz de langues sémitiques à Yale 1956-1967 et Professeur Sterling (en) émérite d'arabe, spécialiste de la littérature arabe et de l'islam à l'université Yale de 1967 à 1985.

## Formation et carrière
Rosenthal est né à Berlin, en Allemagne, dans une famille juive le 31 août 1914. Il est le deuxième fils de Kurt W. Rosenthal, un négociant en farine, et d'Elsa Rosenthal (née Kirschstein). Il entre à l'université de Berlin en 1932, où il étudie les langues et civilisations classiques et orientales. Ses professeurs sont Carl Heinrich Becker (1876-1933), Richard Rudolf Walzer (en) (1900-1975) et Hans Heinrich Schaeder (1896-1957). Il reçoit son doctorat en 1935 avec une thèse, dirigée par Schaeder, sur les inscriptions palmyréniennes ( Die Sprache der Palmyränischen Inschriften ).

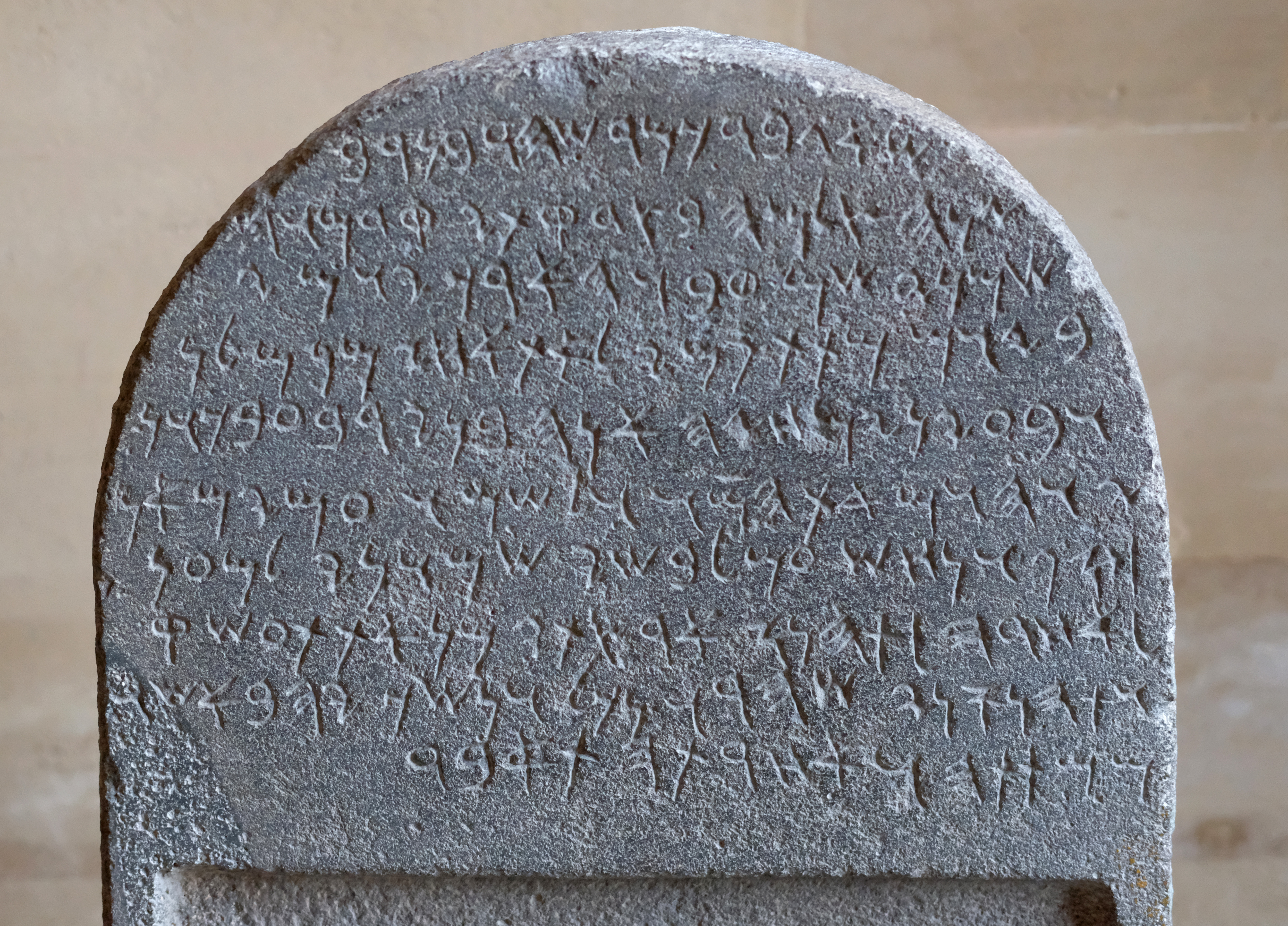
Inscription en araméen sur la stèle funéraire de Si'gabbor trouvée à Neirab (début du VIIe siècle av. J.-C.).

Après avoir enseigné pendant un an à Florence, en Italie, il devient instructeur au Lehranstalt (anciennement Hochschule) für die Wissenschaft des Judentums, un séminaire rabbinique de Berlin. En 1938, il termine son histoire des études araméennes, qui lui valent la médaille Lidzbarski et le prix de la Société orientale allemande. L'argent accompagnant le prix lui est refusé parce qu'il est juif, mais à l'initiative de Schaeder, il reçoit une médaille d'or en guise de compensation.
Peu de temps après la tristement célèbre Nuit de Cristal, Rosenthal quitte l'Allemagne en décembre 1938 et se rend en Suède où il est invité par l'intermédiaire de l'historien des religions suédois Henrik Samuel Nyberg (1889-1974). De là, il se rend en Angleterre, où il arrive en avril 1939, puis aux États-Unis en 1940, après avoir été invité à rejoindre la faculté du Hebrew Union College (HUC) de Cincinnati, dans l’Ohio. Devenu citoyen américain en 1943, il travaille pendant la guerre à la traduction de l'arabe pour le bureau des services stratégiques de Washington. Après la guerre, il retourne à l'université, d'abord à la HUC, puis en 1948 à l'université de Pennsylvanie. En 1956, il est nommé professeur de langues sémitiques Louis M. Rabinowitz à l'université Yale. Il est devenu professeur Sterling en 1967 et émérite en 1985.

## Travaux

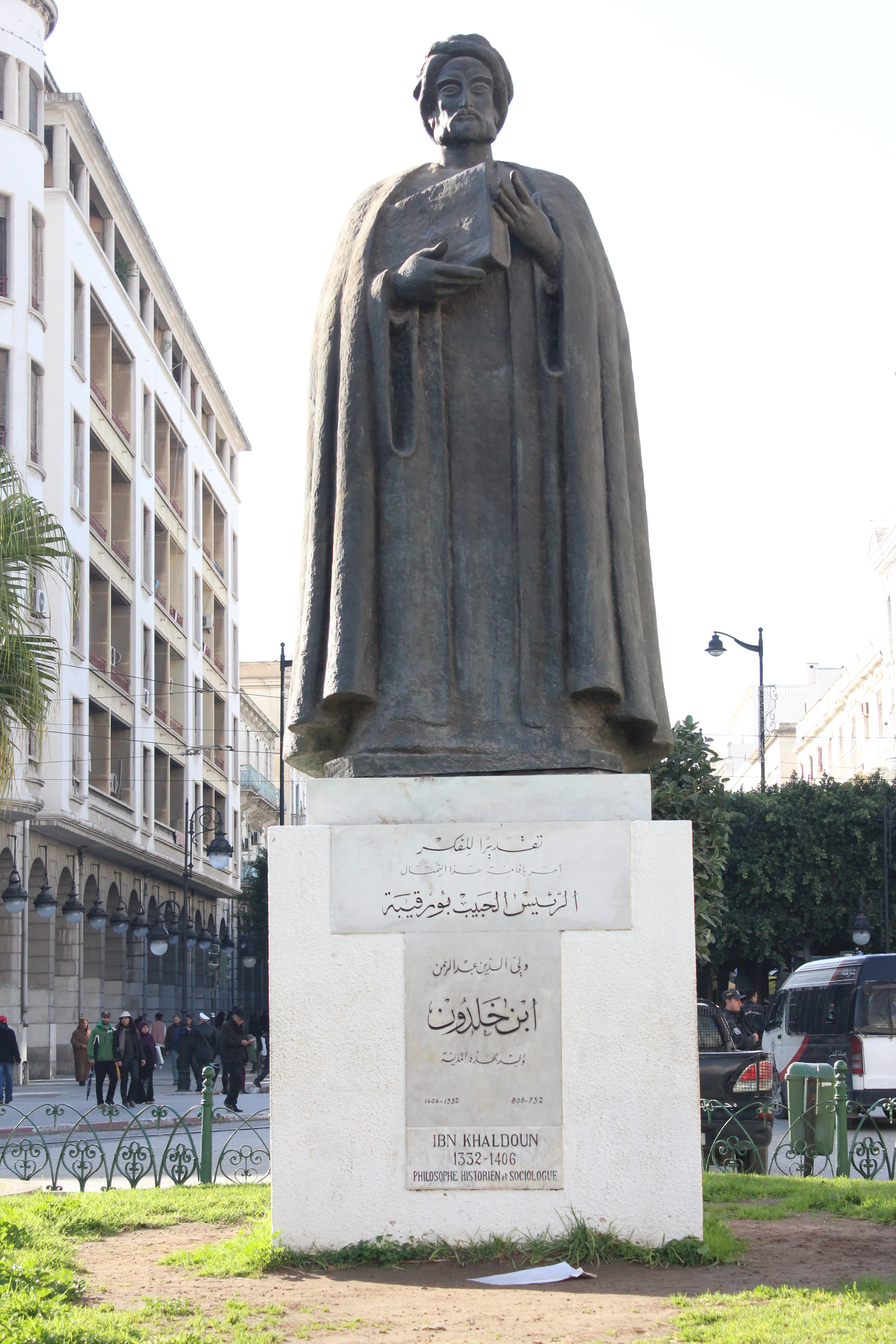
Statue d'Ibn Khaldoun, à Tunis.

Le professeur Rosenthal est un universitaire prolifique et hautement accompli qui a beaucoup contribué au développement d'études critiques sur les sources en arabe aux États-Unis. Ses publications vont d'une monographie sur l'humour dans l'Islam ancien à une traduction annotée en trois volumes de la Muqaddima d'Ibn Khaldoun jusqu'à une grammaire de l'araméen biblique. Pour sa traduction de la muqaddimah, il s'est rendu à Istanbul et y a étudié le manuscrit, dont la copie dédicacée d'Ibn Khaldoun. Son Histoire de l’historiographie musulmane, datant de 1952, est la première étude de cet énorme sujet. Il a beaucoup écrit sur la civilisation islamique, notamment sur le concept musulman de liberté, l'héritage classique en islam, la place du haschich dans la société musulmane médiévale, le jeu dans l'islam, le suicide dans l'islam, la plainte et l'espoir dans l'islam médiéval, le concept de connaissance dans l'islam médiéval, ainsi que trois volumes d'essais rassemblés et deux volumes de traductions du texte arabe de l'histoire de l'historien persan médiéval al-Tabari, Tarikh al -Rusul wa al-Muluk (Histoire des prophètes et des rois). Rosenthal a continué de publier en allemand et en anglais. Ses livres ont été traduits en arabe, en russe et en turc.
Il est l'auteur de la première traduction fidèle réalisée à partir du dernier manuscrit d'Ibn Khaldoun, daté par lui-même de 1402 et dans lequel il indique : « C'est un ouvrage entièrement scientifique, qui forme un préambule ornemental à mon livre d'histoire. Je l'ai collationné autant que j'ai pu et je l'ai corrigé. On ne peut trouver de copie [d’Al Muqaddima] qui soit supérieure à celle-ci ». Cette traduction en anglais de Franz Rosenthal est parue en 1958 sous le titre An Introduction to History, et fait autorité ; Rosenthal qualifie Ibn Khaldoun de « génie ». Vincent-Mansour Monteil, auteur de la deuxième traduction fidèle, en français, publiée en 1967 sous le titre de Discours sur l'Histoire universelle (Al Muqaddima), y confirme le qualificatif attribué par Rosenthal en ces termes : « Ibn Khaldoun est fort en avance sur son temps. Aucun de ses prédécesseurs ou de ses contemporains n'a conçu ni réalisé une œuvre d'une ampleur comparable. Aucun, même s'il se rapproche de lui sur certains points, n'a eu l'esprit tourné vers des préoccupations aussi modernes ».
À propos de l'araméen, langue historiquement employée pour exprimer des idées religieuses, et quiconstitue un lien entre le judaïsme et la chrétienté, Franz Rosenthal a écrit, dans le Journal of Near Eastern Studies (traduction libre) : « À mon avis, l'histoire de l'araméen représente le triomphe, pur et simple, de l'esprit humain incarné dans la langue (qui est la forme la plus directe de l'expression de l'esprit)… [Cette langue] réussissait, avec force, à promulguer les questions spirituelles. »

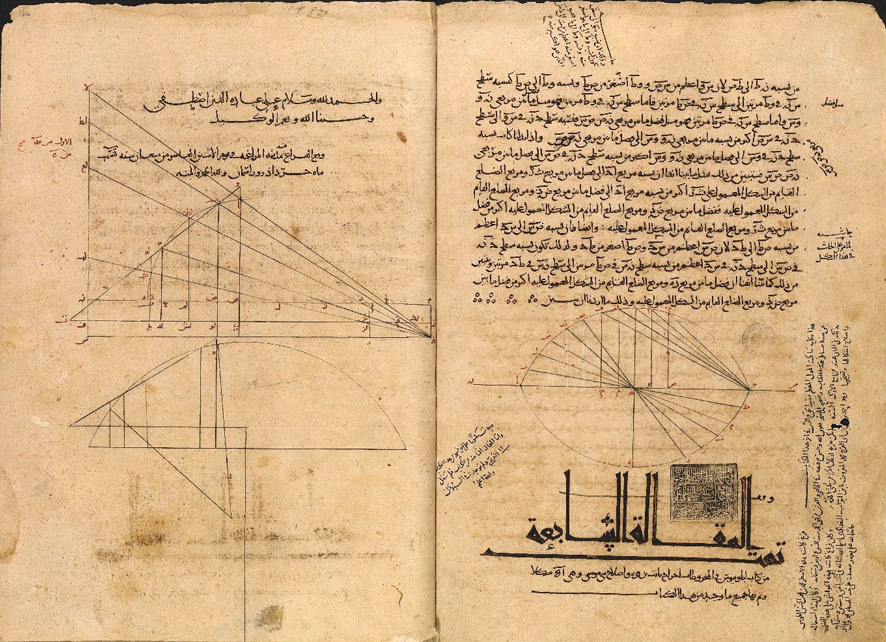
Traduction en arabe par Thābit de la Conique d'Appolonius de Perge, folios 162b et 164a.

Il s'est également intéressé à l'histoire du Moyen-Orient au Xe siècle, aux travaux en musique de Thābit ibn Qurra, à ceux du médecin et traducteur du syriaque vers l'arabe Ishaq ibn Hunayn (v. 830- v. 910), qui fut un acteur important de l'assimilation de la science grecque par le monde arabo-musulman. Il a également étudié la vie et l'œuvre de l'érudit et écrivain arabe du XIe siècle Al-Mubashshir ibn Fâtik.
Il s'est également intéressé à Ahmad_ibn_al-Tayyib_al-Sarakhsi, disciple d'al-Kindî qui fut un philosophe pythagoricien de haut niveau, fondant la philosophie sur les mathématiques et potentiel auteur des Rasâ’il al-Ikhwân al-Safâ’ (Les Épîtres des Frères en pureté).

## Postérité
La Société américaine d'études orientales a institué le Prix Franz Rosenthal en son honneur.

## Récompenses et honneurs
Franz Rosenthal a été président de l'American Oriental Society. En 1961, il devient membre de la Société américaine de philosophie et en 1971 membre de l'Académie américaine des arts et des sciences. En 1980, il devient membre de la Medieval Academy of America.
Il est lauréat de la médaille Lidzbarski et du prix de la Société orientale allemande. En 1984, le Technion lui décerne le Prix Harvey.

## Sélection de publications
- Humor in Early Islam, 1956
- The Technique and Approach of Muslim Scholarship, 1947
- The Muqaddimah: An Introduction to History, 3 volumes, 1958 - Première traduction complète en anglais de "Muqaddimah" par Ibn Khaldun, érudit / homme d'État du XIVe siècle
- The Muslim Concept of Freedom Prior to the Nineteenth Century, 1960
- A Grammar of Biblical Aramaic, 1961
- An Aramaic handbook, 1967
- Knowledge Triumphant: The Concept of Knowledge in Medieval Islam (Leiden: EJ. Brill, 1970) (réimpression 2007 avec préface de Dimitri Gutas)
- "Sweeter Than Hope": Complaint and Hope in Medieval Islam, 1983
- General Introduction, And, From the Creation to the Flood, traduction de l'histoire de Tabari, 1985
- (en) The History of al-Tabarī, Volume XXXVIII: The Return of the Caliphate to Baghdad  (trad. Franz Rosenthal), New York, State University of New York Press, 1985, 239 p. (ISBN 0-87395-876-4)
- The Classical Heritage in Islam, Londres 1975, réédité 1994 par Routledge,  (ISBN 0-415-07693-5)
- Franz Rosenthal, trans., The History of al-Ţabarī (State University of New York Press, 1989), volume 1.
- (en) Franz Rosenthal, A Grammar of Biblical Aramaic : with an index of biblical citations, Oxford, Otto Harrassowitz Verlag, 2006, 107 p. (ISBN 978-3-447-05251-1, lire en ligne)
- Man versus Society in Medieval Islam. Brill, Leiden & Boston, 2015.  (ISBN 978-90-04-27088-6)(imprimé); (eBook) - couvre les monographies et articles sur les tensions et conflits entre individus et société au centre de son étude de l'histoire sociale musulmane.